# Girandola (giocattolo)

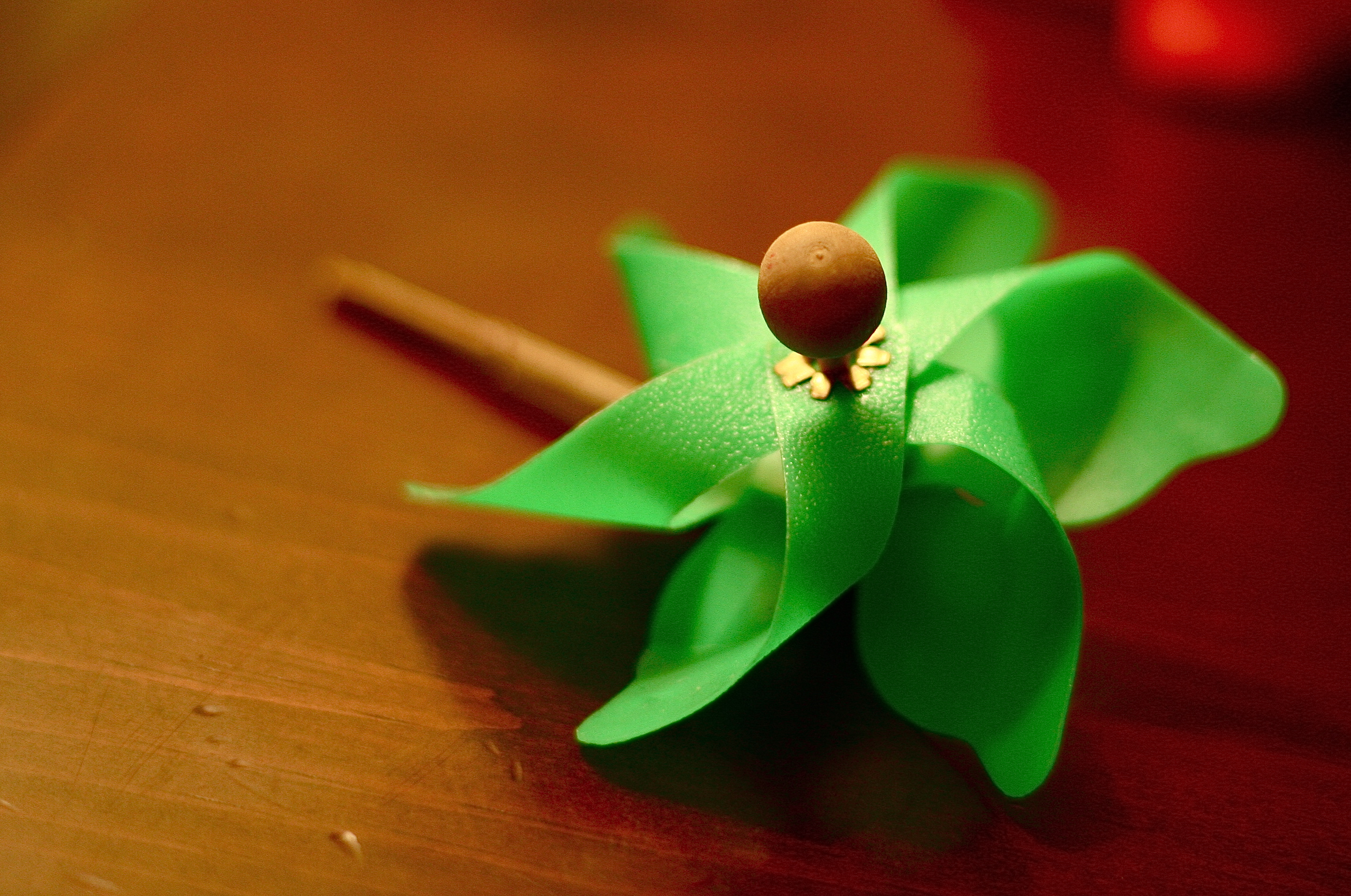
Una girandola

La girandola è un giocattolo composto da una ruota in carta o plastica in grado di incanalare l'aria e roteare su un perno attaccato ad un bastoncino. Per farla girare, è sufficiente soffiarci, oppure orientarla verso il vento.

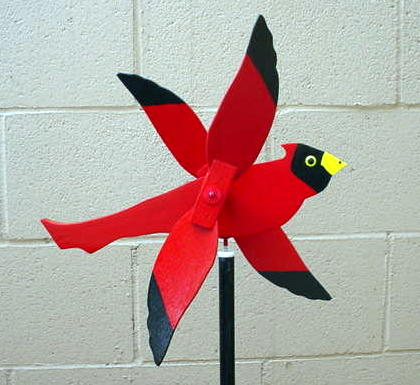
Girandola uccello (whirligig)

Girandole più complesse sono in grado, ruotando su un asse, di orientarsi in autonomia al vento. Altri modelli, come la girandola uccello (whirligig), possono trasmettere movimento per compiere semplici azioni, come ad esempio muovere delle ali.

## Principio di funzionamento
Come ogni corpo, anche la girandola ha il suo baricentro G, che identifica il punto in cui è concentrata tutta la massa del corpo (ovvero della girandola). Se, poi, il corpo è simmetrico (come in questo caso), il baricentro coincide con il centro di simmetria del corpo stesso, ovvero con il centro della girandola (che “coincide” con il perno della girandola). Il perno della girandola impedirà il movimento di traslazione (della girandola) e di rotazione secondo piani non complanari alla girandola stessa.
Se sulla girandola non agisce alcuna forza o agiscono forze solo secondo l’asse della girandola, la girandola rimane ferma. Se, però, sulla girandola agiscono forze (ad esempio il vento) secondo una direzione obliqua rispetto all’asse della girandola, la girandola incomincerà a ruotare. Ciò avviene poiché sulla singola ala della girandola agirà una forza complessiva {\displaystyle {\vec {Fv}}}, che può essere pensata applicata nel baricentro dell’ala stessa ed applicata ad una distanza b dal baricentro (ossia il perno) della girandola. La singola ala della girandola, pertanto, sarà soggetta al momento di una forza {\displaystyle {\vec {Mala}}}, pari al prodotto tra la forza {\displaystyle {\vec {Fv}}} ed il braccio b: {\displaystyle {\vec {Mala}}}= {\displaystyle {\vec {Fv}}}* b che si misurerà in N*m.

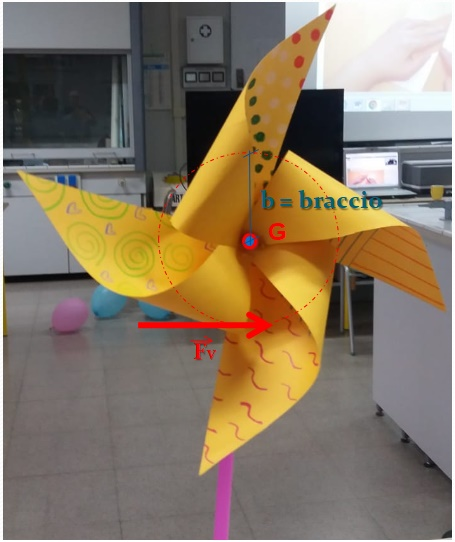
Forza agente sull'ala della girandola

La stessa cosa avverrà per tutte le ali della girandola che, se perfettamente simmetrica, ruoterà con velocità di rotazionale proporzionale alla risultante delle forze applicate come descritte precedentemente. Ovviamente il moto di rotazione continuerà secondo queste modalità fino a quanto non varieranno le condizioni al contorno.